# Idrottsföreningen Limhamn Bunkeflo 2007 (femminile)
L'Idrottsförening Limhamn Bunkeflo 2007 , citato anche come IF Limhamn Bunkeflo 2007 Dam o più semplicemente LB07, è una squadra di calcio femminile svedese con sede a Bunkeflostrand, un sobborgo di Malmö, sezione femminile dell'omonimo club maschile. Dalla stagione 2017 alla stagione 2019 ha militato in Damallsvenskan, la massima serie del campionato svedese femminile di calcio, andando ad affiancare il titolato FC Rosengård come squadra cittadina.
Gioca le partite casalinghe al Wihlborgs Arena, impianto dalla capienza di 1 500 posti, tuttavia con la promozione in Damallsvenskan e la probabile affluenza di pubblico nel derby con il Rosengård le società hanno annunciato la possibilità di utilizzare lo Swedbank Stadion.
Nel gennaio 2020, a seguito della retrocessione in Elitettan patita nella stagione precedente, la società ha deciso di ritirare la prima squadra dal campionato svedese e continuare le attività solamente con la formazione giovanile under-17.

## Palmarès
- Campionato svedese di seconda divisione: 1

2016

## Organico

### Rosa 2019
Rosa, ruoli e numeri di maglia come da sito ufficiale e sito federazione svedese, aggiornati al 1º novembre 2019
| N. |                      | Ruolo | Calciatrice           |
| -- | -------------------- | ----- | --------------------- |
| 1  | Finlandia (bandiera) | P     | Vera Varis            |
| 2  | Danimarca (bandiera) | D     | Maria Møller Thomsen  |
| 4  | Svezia (bandiera)    | D     | Elin Björklund        |
| 5  | Islanda (bandiera)   | C     | Andrea Thorisson      |
| 6  | Svezia (bandiera)    | D     | Sofia Wännerdahl      |
| 7  | Svezia (bandiera)    | A     | Beatrice Persson      |
| 8  | Svezia (bandiera)    | C     | Nathalie Hoff Persson |
| 9  | Svezia (bandiera)    | C     | Amanda Kander         |
| 10 | Svezia (bandiera)    | A     | Hanna Terry           |
| 11 | Svezia (bandiera)    | A     | Sophie Sundqvist      |
| 13 | Finlandia (bandiera) | C     | Olga Ahtinen          |

| N. |                        | Ruolo | Calciatrice        |
| -- | ---------------------- | ----- | ------------------ |
| 14 | Stati Uniti (bandiera) | C     | Erin Gunter        |
| 16 | Svezia (bandiera)      | C     | Elina Lenir        |
| 17 | Stati Uniti (bandiera) | A     | Dallas Dorosy      |
| 18 | Svezia (bandiera)      | A     | Elisa Lang-Nilsson |
| 19 | Svezia (bandiera)      | D     | Rebecka Persson    |
| 20 | Svezia (bandiera)      | A     | Jennie Egeriis     |
| 21 | Svezia (bandiera)      | C     | Nellie Lilja       |
| 22 | Svezia (bandiera)      | C     | Hanna Persson      |
| 24 | Svezia (bandiera)      | D     | Saga Ollerstam     |
| 25 | Svezia (bandiera)      | C     | Saga Hagman        |
| 30 | Svezia (bandiera)      | P     | Chandra Bednar     |